# Neuilly-en-Sancerre
Pour les articles homonymes, voir Neuilly.
Neuilly-en-Sancerre est une commune française située dans le département du Cher, en région Centre-Val de Loire.

## Géographie
Neuilly-en-Sancerre est traversée par la Grande Sauldre, affluent du Cher. Le territoire de Neuilly est boisé.

### Climat
Pour des articles plus généraux, voir Climat du Centre-Val de Loire et Climat du Cher.
En 2010, le climat de la commune est de type climat océanique dégradé des plaines du Centre et du Nord, selon une étude du CNRS s'appuyant sur une série de données couvrant la période 1971-2000. En 2020, Météo-France publie une typologie des climats de la France métropolitaine dans laquelle la commune est exposée à un climat océanique altéré et est dans la région climatique  Centre et contreforts nord du Massif Central, caractérisée par un air sec en été et un bon ensoleillement. 
Pour la période 1971-2000, la température annuelle moyenne est de 11 °C, avec une amplitude thermique annuelle de 15,4 °C. Le cumul annuel moyen de précipitations est de 864 mm, avec 11,9 jours de précipitations en janvier et 7,8 jours en juillet. Pour la période 1991-2020, la température moyenne annuelle observée sur la station météorologique la plus proche, située à Étréchy à 16 km à vol d'oiseau, est de 11,5 °C et le cumul annuel moyen de précipitations est de 794,9 mm,. Pour l'avenir, les paramètres climatiques de la commune estimés pour 2050 selon différents scénarios d'émission de gaz à effet de serre sont consultables sur un site dédié publié par Météo-France en novembre 2022.

## Urbanisme

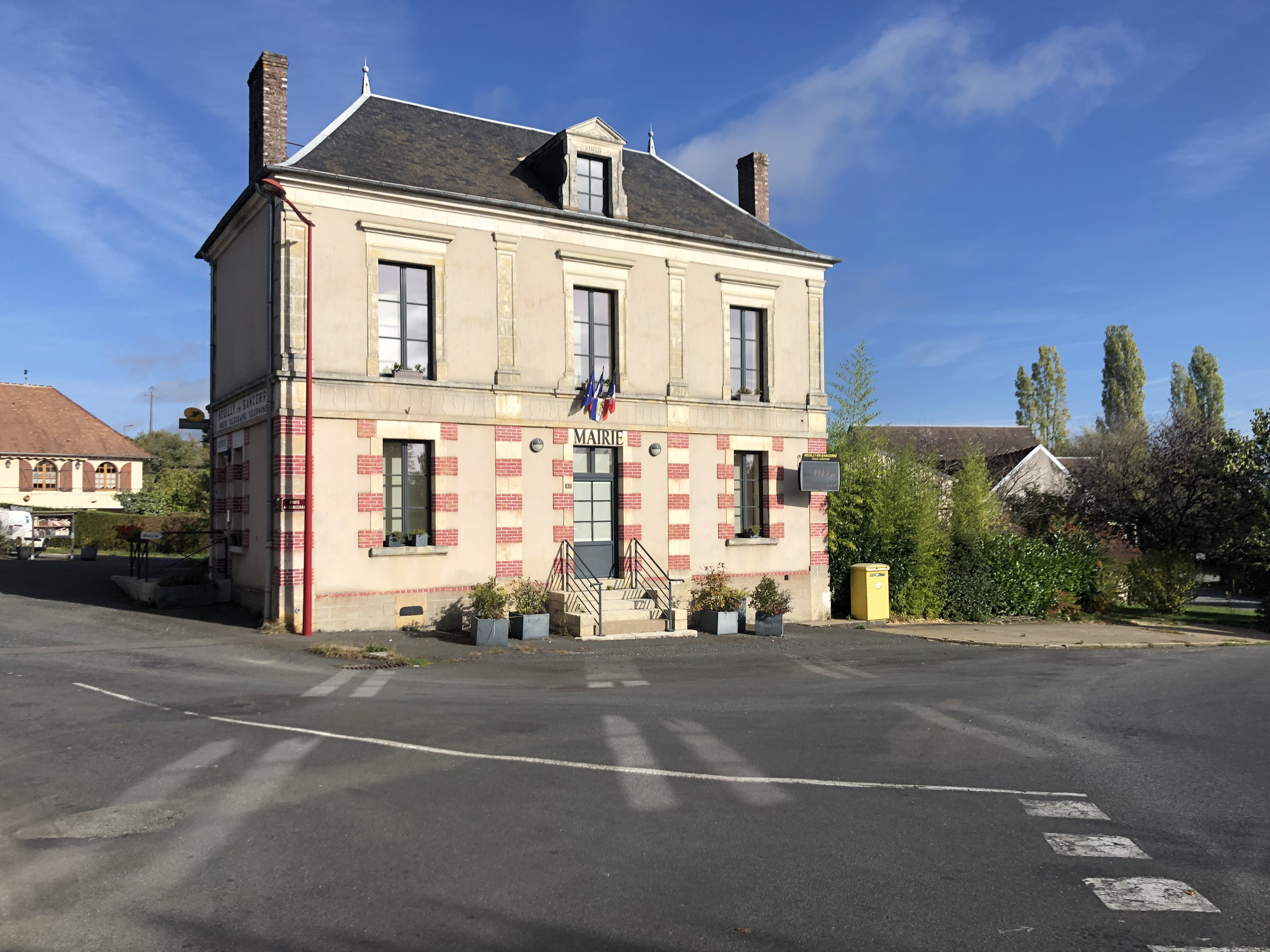
Mairie de Neuilly-en-Sancerre

### Typologie
Au 1er janvier 2024, Neuilly-en-Sancerre est catégorisée commune rurale à habitat très dispersé, selon la nouvelle grille communale de densité à 7 niveaux définie par l'Insee en 2022.
Elle est située hors unité urbaine. Par ailleurs la commune fait partie de l'aire d'attraction de Bourges, dont elle est une commune de la couronne,. Cette aire, qui regroupe 111 communes, est catégorisée dans les aires de 50 000 à moins de 200 000 habitants,.

### Occupation des sols
L'occupation des sols de la commune, telle qu'elle ressort de la base de données européenne d’occupation biophysique des sols Corine Land Cover (CLC), est marquée par l'importance des territoires agricoles (72,6 % en 2018), une proportion identique à celle de 1990 (72,6 %). La répartition détaillée en 2018 est la suivante : 
prairies (37,2 %), forêts (27,4 %), terres arables (25,5 %), zones agricoles hétérogènes (9,9 %).
L'évolution de l’occupation des sols de la commune et de ses infrastructures peut être observée sur les différentes représentations cartographiques du territoire : la carte de Cassini (XVIIIe siècle), la carte d'état-major (1820-1866) et les cartes ou photos aériennes de l'IGN pour la période actuelle (1950 à aujourd'hui).

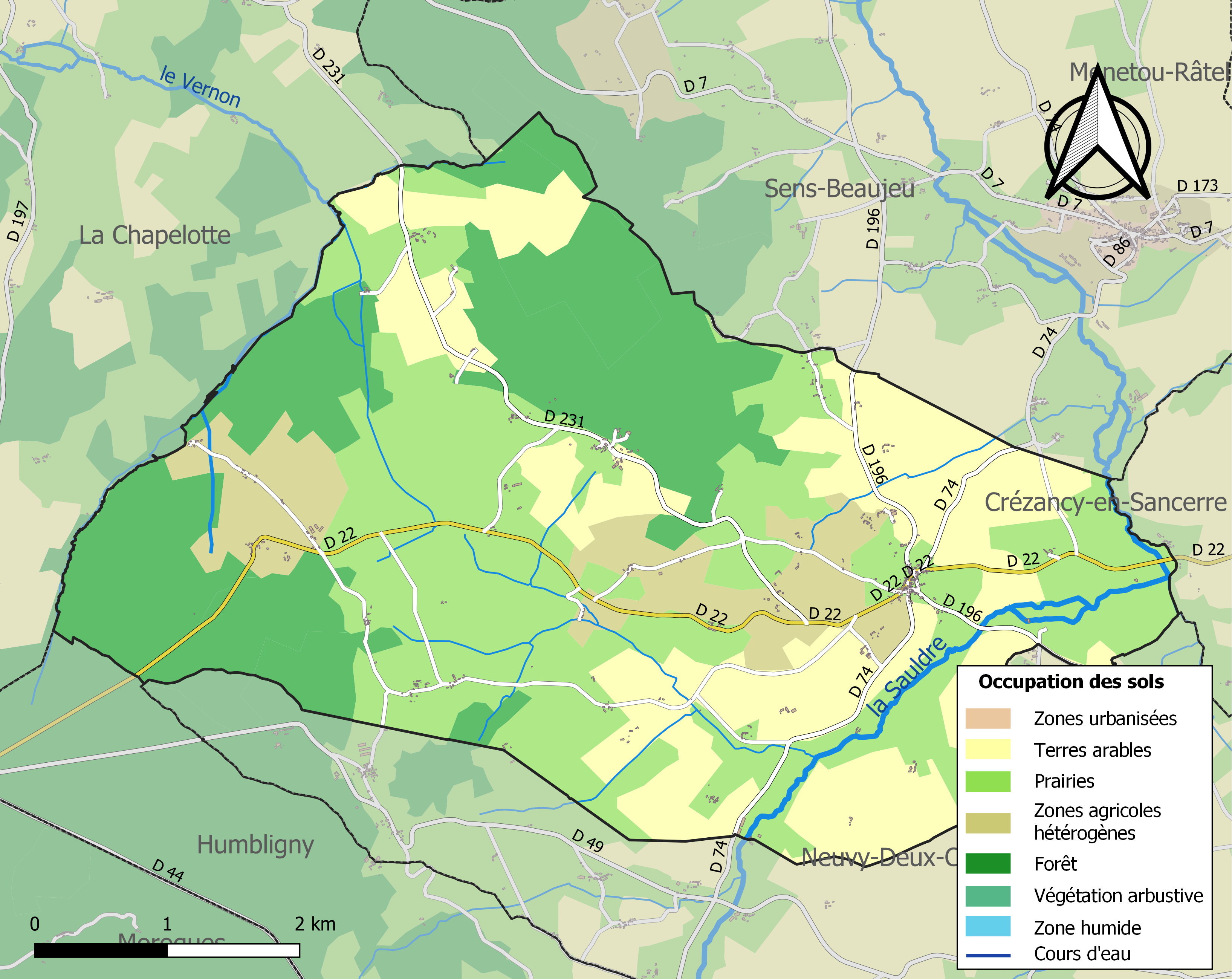
Carte des infrastructures et de l'occupation des sols de la commune en 2018 (CLC).

### Risques majeurs
Le territoire de la commune de Neuilly-en-Sancerre est vulnérable à différents aléas naturels : météorologiques (tempête, orage, neige, grand froid, canicule ou sécheresse), mouvements de terrains et séisme (sismicité faible). Un site publié par le BRGM permet d'évaluer simplement et rapidement les risques d'un bien localisé soit par son adresse soit par le numéro de sa parcelle.

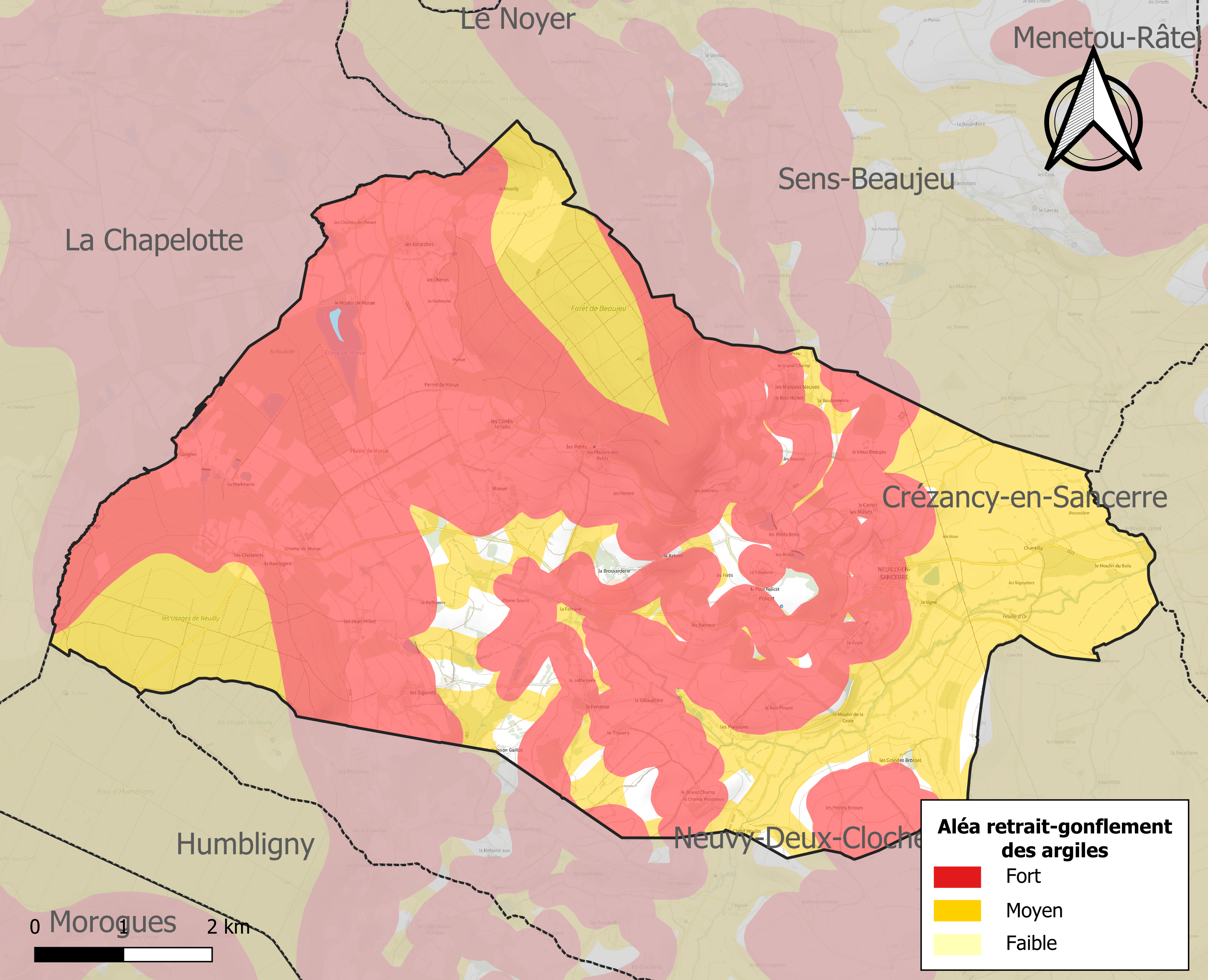
Carte des zones d'aléa retrait-gonflement des sols argileux de Neuilly-en-Sancerre.

La commune est vulnérable au risque de mouvements de terrains constitué principalement du retrait-gonflement des sols argileux. Cet aléa est susceptible d'engendrer des dommages importants aux bâtiments en cas d’alternance de périodes de sécheresse et de pluie. 95,6 % de la superficie communale est en aléa moyen ou fort (90 % au niveau départemental et 48,5 % au niveau national). Sur les 228 bâtiments dénombrés sur le territoire de la commune en 2019, 218 sont en aléa moyen ou fort, soit 96 %, à comparer aux 83 % au niveau départemental et 54 % au niveau national. Une cartographie de l'exposition du territoire national au retrait gonflement des sols argileux est disponible sur le site du BRGM,.
Concernant les mouvements de terrains, la commune a été reconnue en état de catastrophe naturelle au titre des dommages causés par la sécheresse en 2018 et 2019 et par des mouvements de terrain en 1999.

## Histoire
Trois lignes de chemin de fer vicinaux se rencontraient dans la gare de Neuilly-Moulin-Jamet au début du XXe siècle. Dans les années 1980, on pouvait encore discerner dans la plaine les vestiges de cette gare de correspondance. Celles de La Guerche à Argent sur Sauldre, et de Sancerre à Neuilly, étaient exploitées par la Société générale des chemins de fer économiques, et faisait partie du réseau du Cher. Une troisième longue de 68 km, qui desservait par ailleurs le chef-lieu de la commune, reliait Moulin-Jamet à Vierzon par Henrichemont de 1914 à 1939.  Elle était paradoxalement exploitée par les Chemins de fer économiques des Charentes.

## Politique et administration
| Période                                  | Période   | Identité          | Étiquette | Qualité                               |
| ---------------------------------------- | --------- | ----------------- | --------- | ------------------------------------- |
| Les données manquantes sont à compléter. |           |                   |           |                                       |
| avant 1988                               | ?         | Marcel Fluteau    |           |                                       |
| mars 2001                                | mars 2008 | Marc Jeanjean     |           |                                       |
| mars 2008                                | mai 2020  | Sylvestre Millet  |           | Retraité de la fonction publique      |
| mai 2020                                 | En cours  | Isabelle Crochet, |           | Agricultrice sur moyenne exploitation |

## Démographie
L'évolution du nombre d'habitants est connue à travers les recensements de la population effectués dans la commune depuis 1793. Pour les communes de moins de 10 000 habitants, une enquête de recensement portant sur toute la population est réalisée tous les cinq ans, les populations de référence des années intermédiaires étant quant à elles estimées par interpolation ou extrapolation. Pour la commune, le premier recensement exhaustif entrant dans le cadre du nouveau dispositif a été réalisé en 2006.

En 2022, la commune comptait 246 habitants, en évolution de −3,91 % par rapport à 2016 (Cher : −2,48 %, France hors Mayotte : +2,11 %).
| 1793 | 1800 | 1806 | 1821  | 1831 | 1836 | 1841 | 1846 | 1851 |
| ---- | ---- | ---- | ----- | ---- | ---- | ---- | ---- | ---- |
| 874  | 826  | 667  | 1 080 | 833  | 889  | 901  | 935  | 971  |

| 1856 | 1861  | 1866  | 1872  | 1876  | 1881 | 1886 | 1891 | 1896 |
| ---- | ----- | ----- | ----- | ----- | ---- | ---- | ---- | ---- |
| 946  | 1 001 | 1 044 | 1 064 | 1 075 | 992  | 978  | 975  | 944  |

| 1901 | 1906 | 1911 | 1921 | 1926 | 1931 | 1936 | 1946 | 1954 |
| ---- | ---- | ---- | ---- | ---- | ---- | ---- | ---- | ---- |
| 845  | 852  | 859  | 707  | 648  | 630  | 548  | 488  | 436  |

| 1962 | 1968 | 1975 | 1982 | 1990 | 1999 | 2006 | 2011 | 2016 |
| ---- | ---- | ---- | ---- | ---- | ---- | ---- | ---- | ---- |
| 411  | 304  | 276  | 252  | 192  | 212  | 235  | 238  | 256  |

| 2021 | 2022 | - | - | - | - | - | - | - |
| ---- | ---- | - | - | - | - | - | - | - |
| 249  | 246  | - | - | - | - | - | - | - |

## Culture locale et patrimoine

### Lieux et monuments
- L'église Saint-Martial, initiée à l'époque romane. Le chœur remonte au XIIe siècle tandis que la chapelle date du XIXe siècle. Elle abrite des pierres tombales du XVIe siècle.
- Le jardin de Marie est un jardin à l'anglaise de 2 hectares portant le label Jardin remarquable ouvert de mai à octobre[25]. Il compte plus de 1 500 variétés de fleurs et plantes botaniques, une collection de plus de 500 variétés de roses et nombre de viornes.